# Friedrich Katzer
Friedrich Katzer (Rokycany, 5 giugno 1861 – Sarajevo, 3 febbraio 1925) è stato un geologo e mineralogista austriaco.

## Biografia
Dal 1880 al 1883 studiò presso l'Università di Praga e presso la Technische Hochschule di Praga, dove successivamente lavorò come assistente. Nel 1890 conseguì il suo dottorato di ricerca presso l'Università di Giessen, successivamente diventò assistente di mineralogia e geologia presso l'Università di Leoben (1892).
Dal 1895 fu responsabile del dipartimento di mineralogia e geologia presso il Museu Paraense di Belém, dove intraprese anche diversi progetti esplorativi. Nel 1898 cominciò a lavorare come geologo a Sarajevo, e nel 1900 fu nominato direttore del Landesanstalt.
Creò delle collezioni mineralogiche e geologiche sia a Belém presso il "Museu Paraense" sia presso il Museo Nazionale Bosniaco di Sarajevo. Sotto la sua carica da direttore,  condusse la prima indagine geologica in Bosnia ed Erzegovina.

## Opere
- Beitrag zur Kenntniss des älteren Palaeozoicums im Amazonasgebiete, 1896.
- Das Amazonas-devon und seine Beziehungen zu den anderen Devongebieten, 1897.
- Grundzüge der Geologie des unteren Amazonasgebietes: (des Staates Pará in Brasilien), 1903.
- Karst und karsthydrographie, 1909.
- Geologie von Böhmen, 1918.
- Die Fossilen Kohlen Bosniens und der Hercegovina, 1918.
- Geologie Bosniens und der Hercegovina, 1924-25.[2][3]